# 컴퓨터 비전
컴퓨터 비전(Computer Vision)은 기계의 시각에 해당하는 부분을 연구하는 컴퓨터 과학의 최신 연구 분야 중 하나이다.
공학적인 관점에서, 컴퓨터 비전은 인간의 시각이 할 수 있는 몇 가지 일을 수행하는 자율적인 시스템을 만드는 것을 목표로 한다 (많은 경우에는 인간의 시각을 능가하기도 한다). 그리고 과학적 관점에서는 컴퓨터 비전은 이미지에서 정보를 추출하는 인공 시스템 관련 이론에 관여한다.

## 정의
컴퓨터 비전은 디지털 이미지나 비디오로부터 높은 수준의 이해를 얻기 위해 컴퓨터를 만드는 방법을 다루는 학제간 연구 분야이다. 엔지니어링의 관점에서 볼 때 인간의 시각 시스템이 수행할 수 있는 작업을 자동화하려고 한다. "컴퓨터 비전은 단일 이미지 또는 일련의 이미지에서 유용한 정보를 자동으로 추출, 분석 및 이해하는 것과 관련이 있다. 자동 시각적 이해를 달성하기 위한 이론적 및 알고리즘 기반의 개발이 포함된다." 과학 분야인 컴퓨터 비전은 이미지에서 정보를 추출하는 인공 시스템 뒤에 있는 이론과 관련이 있다. 이미지 데이터는 비디오 시퀀스, 여러 카메라의 뷰, 의료용 스캐너의 다차원 데이터 등 다양한 형태를 취할 수 있다. 기술 분야로서 컴퓨터 비전은 컴퓨터 비전 시스템 구축을 위한 이론과 모델을 적용하려고 한다. 머신 비전은 특히 공장 자동화의 맥락에서 시스템 엔지니어링 분야를 의미한다. 최근에는 컴퓨터 비전과 머신 비전이라는 용어가 더 많이 융합되었다.

## 같이 보기
- 디지털 영상 처리
- 물체인식
- 인공지능
- 기계 학습
- 패턴 인식